# Lampranthus sociorum
Lampranthus sociorum es una especie de planta suculenta perteneciente a la familia de las aizoáceas. Es originaria de Sudáfrica.

## Descripción
Es una pequeña planta suculenta perennifolia que alcanza un tamaño de 4 a 5 cm de altura, con flores de color violeta, se encuentra a una altitud de 140 - 320 metros en Sudáfrica.

## Taxonomía
Lampranthus sociorum fue descrita por  (L.Bolus)  N.E.Br., y publicado en The Gardeners' Chronicle, Ser. III. lxxxvii. 212. 1930.
Etimología
Lampranthus: nombre genérico que deriva de las palabras griegas: lamprós = "brillante" y ánthos = "flor".
sociorum: epíteto latino 
Sinonimia
- Mesembryanthemum sociorum L.Bolus basónimo[2][3]